# Ohogetsu Corona
Ohogetsu Corona est une corona, formation géologique en forme de couronne, située sur la planète Vénus par -27° S et 85,7° E. Elle est localisée dans le quadrangle d'Aino Planitia. Elle a été nommée en référence à Ohogetsu, déesse japonaise de la nourriture. 

## Géographie et géologie
Ohogetsu Corona couvre une surface circulaire d'environ 175 km de diamètre. 